# جامع مكي
جامع مكي يقع أحد أكبر المساجد في العالم الإسلامي وأشهر المساجد السنية في زاهدان، سيستان وبلوشستان. مؤسس المسجد هو مولانا عبد العزيز ملاذادة الذي كان حتى وفاته في عام 1987 أهم سلطة دينية سنية للبلوش في سيستان - بلوشستان في إيران.